# Lewis Capaldi
Lewis Marc Capaldi (1996. október 7. –) skót énekes, dalszerző és zenész. 2019 márciusában kislemeze, a Someone You Loved első helyig jutott a Brit kislemezlistán, ahol hét hetet töltött, majd ugyanezen évben novemberben elérte az első helyet a Billboard Hot 100-on is. A Someone You Loved jelölve volt az Év dala díjra a 62. Grammy-gálán, illetve elnyerte az Év dala díjat a 2020-as Brit Awards-on. A díjátadón a Legjobb új előadó díjat is elnyerte.
2019. május 17-én adta ki debütáló albumát, a Divinely Uninspired to a Hellish Extent-et, amely hat hetet töltött a UK Albums Chart élén. Mind 2019-ben és 2020-ban a legtöbbet eladott album lett az Egyesült Királyságban, míg a Someone You Loved a legtöbbet eladott kislemez 2019-ben. 2020 májusában a Someone You Loved lett minden idők leghosszabb ideig a Brit kislemezlista legjobb 10 helyének egyikén szereplő dala.

## Korai évek
Lewis Marc Capaldi 1996. október 7-én született, Glasgowban, ahol négy éves koráig élt. Négy gyermek közül a legfiatalabbi. Anyja nővér, míg apja halkereskedő. Kilenc éves korában kezdett el zenélni, gitározott és dobolt. 12 évesen pubokban kezdett el fellépni. 17 éves korára eldöntötte, hogy zenei karrierbe fog kezdeni.

## Karrier

### 2014–2017: kezdetek és aBloomEP
2014-ben Capaldi részt vett a The Scottish Music Centre Hit the Road projektjén, amelynek keretein belül Dumfries-ben, Edinburgh-ban és Fort William-ben lépett fel. 18 évesen Ryan Walter fedezte fel, mikor Capaldi feltöltött egy felvételt SoundCloud-ra. Egy nappal az után, hogy először beszéltek, Walter Angliába repült Amerikából, hogy láthassa Capaldit élőben.
2017. október 20-án adta ki debütáló középlemezét, a Bloom EP-t, amelyen együtt dolgozott a Grammy-díjas producerrel, Malay-val. 2017. március 31-én adta ki első kislemezét, a Bruises-t. A dal független előadók között leggyorsabban érte el a 25 millió streamet Spotify-on. Nem sokkal később szerződést kötött a Universal Music Group német ágával, a Vertigo Berlinnel. Az Egyesült Királyságban az albumai eladását a Virgin EMI Records kezeli, míg Észak-Amerikában a Capitol.

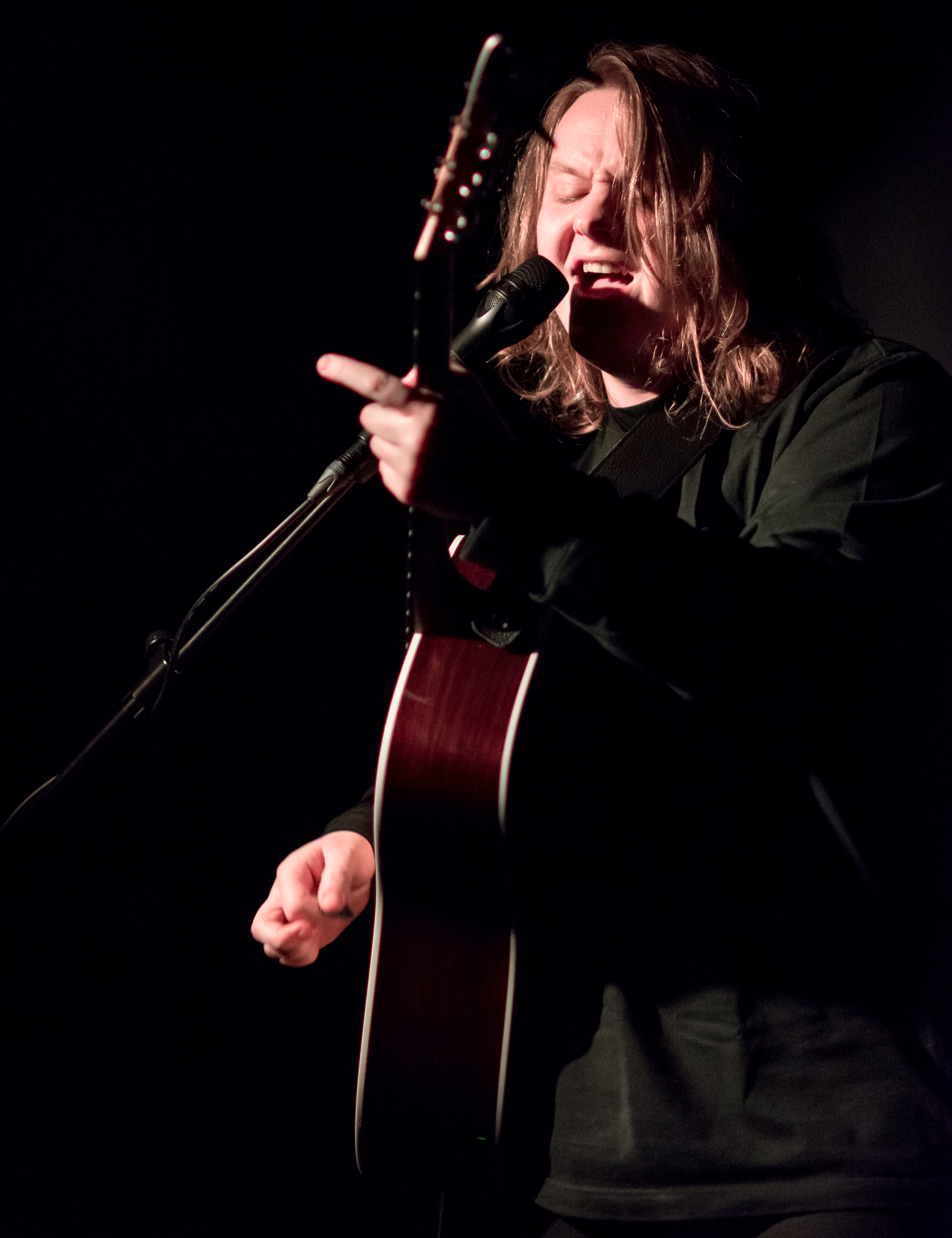
Capaldi, 2018-ban, egy Los Angeles-i koncertjén

### 2017–2018: európai koncertezés
2017 végén Capaldi egyike volt a Vevo dscvr Artists to Watch 2018 listájának és elnyerte a Best Acoustic a Scottish Alternative Music Awards-on. Szerepelt a BBC Music Sound of 2018 listáján.
2017 novemberében együtt koncertezett Rag'n'Bone Mannel Európában, illetve a Milky Chance-szel a Blossom turnéjuk Észak-Amerikai részén, 2018 januárjában. Olyan előadók fedezték fel, mint Chloë Grace Moretz, Kygo, James Bay, Ellie Goulding és Niall Horan. Horan meghívta a Flicker World Tour turnéjának Glasgow-i állomásaira, 2018 márciusában. 2018 májusában Capaldi Sam Smith-szel európai turnéján több, mint 19 koncerten. A következő turnéján Európában és az Egyesült Királyságban koncertezett, amelynek része volt két est a Glasgow-i Barrowland Ballroomban, mindkettő teltház előtt. 
2018 augusztusában az ír Kodaline nyitóelőadója volt Belfastban. Több fesztiválon is fellépett a nyáron, mint a Lollapalooza, a Bonnaroo, a Firefly, a Mountain Jam, az Osheaga, a Reading & Leeds Festival, a Rize és a TRNSMT. Második középlemeze, a Breach 2018. november 8-án jelent meg, amelyen szerepelt a Tough és a Grace kislemezek. A Breach-en jelent meg először a Someone You Loved, illetve a Something Borrowed demófelvétele. 2018. november 14-én előadta Lady Gaga Shallow című számát a Csillag születik című filmből a BBC Radio 1 Live Lounge műsorában.

### 2019–napjainkig:Divinely Uninspired to a Hellish Extent
2019 elején Capaldi kiadta Someone You Loved című kislemezét, amely 29 országban szerepelt slágerlistákon. A dal hét hetet töltött a Brit kislemezlista élén. Debütáló albuma, a Divinely Uninspired to a Hellish Extent májusban jelent meg és az elmúlt öt év legtöbbet eladott albuma lett az Egyesült Királyságban és a megjelenését követő hat hétben ötször első volt a UK Albums Chart-on. Két hét alatt arany minősítést kapott. A 2019-es Brit Awards díjátadón jelölve volt a Brit Critics' Choice Award-ra, de alulmaradt Sam Fenderrel szemben.
Az első előadó lett, aki eladta az összes jegyet aréna-turnéjára, mielőtt kiadott volna egy albumot. Másodperceken belül elkelt az összes jegy. 2020 márciusában fél millió ember előtt lépett volna fel.
2019 augusztusában fellépett Ed Sheerannel a Divide turnén, Ipswichben és Leedsben.
2019 októberében a Someone You Loved elérte az első helyet a Billboard Hot 100-on, amellyel az első skót szólóelőadó lett 1981 (Sheena Easton) óta, aki szerepelt a slágerlistán. Október 30-án bejelentették, hogy Capaldi nyitófellépő lesz Niall Horan Nice to Meet Ya turnéján. A Someone You Loved jelölve volt az Év dala díjra a 2020-as Grammy-gálán. Capaldi három jelölést kapott a 2020-as Brit Awards-on, amelyből kettőt nyert el. Before You Go című kislemeze 2020. január 31-én első helyet ért el a Brit kislemezlistán.
2020 szeptemberében Divinely Uninspired to a Hellish Extent albuma átlépte az egy millió lemezeladást. Decemberben előadta a Someone You Loved-ot és a Before You Go-t, illetve a Wham! Last Christmas című dalát a Jingle Ball-on.

## Magánélet
Capaldi származását tekintve skót, ír és olasz. Apai ágon másod unokatestvére Peter Capaldi, színész, aki szerepelt a Someone You Loved videóklipjében is, illetve frontembere és gitárosa volt a Dreamboys punk-rock együttesnek. Távoli rokona Joseph Capaldi, magfizikus.
2020 februárjáig szüleivel élt Bathgate-ben. Ezen év szeptemberében megvette a Castlehill farmházat East Renfrewshire-ben. A Celtic FC rajongója.
A Before You Go című dalának személyes háttere van. Elmondása szerint nagynénje öngyilkos lett, mikor Capaldi 5-6 éves volt. A dalban az öngyilkosság utáni érzelmekről ír.

## Diszkográfia

### Stúdióalbumok
- Divinely Uninspired to a Hellish Extent (2019)[38]

### Koncertalbumok
- Up Next Live From Apple Champs-Élysées (2019)[39]

### Középlemezek
- Bloom (2017)[40]
- Breach (2018)
- To Tell the Truth I Can't Believe We Got This Far (2020)[41]

## Díjak
| Év   | Díjátadó                          | Kategória                      | Győztes/Munka     | For.   |
| ---- | --------------------------------- | ------------------------------ | ----------------- | ------ |
| 2017 | Scottish Alternative Music Awards | Best Acoustic Act              | Lewis Capaldi     | [ 42 ] |
| 2017 | Scottish Music Awards             | Best Breakthrough Artist Award | Lewis Capaldi     | [ 15 ] |
| 2018 | BBC                               | Sound of 2018                  | Lewis Capaldi     | [ 16 ] |
| 2018 | Great Scot Awards                 | Breakthrough                   | Lewis Capaldi     | [ 43 ] |
| 2018 | Forth Awards                      | Rising Star Award              | Lewis Capaldi     | [ 44 ] |
| 2019 | MTV Europe Music Awards           | Brand New for 2019             | Lewis Capaldi     |        |
| 2019 | Q Awards                          | Best Track                     | Someone You Loved | [ 45 ] |
| 2019 | BBC Teen Awards                   | Best British Singer            | Someone You Loved | [ 46 ] |
| 2019 | BBC Teen Awards                   | Best Single                    | Someone You Loved | [ 46 ] |
| 2020 | Brit Awards                       | Best New Artist                | Lewis Capaldi     | [ 24 ] |
| 2020 | Brit Awards                       | Song of the Year               | Someone You Loved | [ 24 ] |
| 2020 | Global Awards                     | Best Mass Appleal Artist       | Lewis Capaldi     | [ 47 ] |
| 2020 | Global Awards                     | Most Played Song               | Someone You Loved | [ 47 ] |
| 2020 | Scottish Music Awards             | Best UK Artist                 | Lewis Capaldi     |        |

## Turné
Headliner
- Divinely Uninspired to a Hellish Extent Tour (2019–2020)

Nyitófellépő
- Sam Smith – 2018
- Niall Horan – 2018
- Picture This – 2018
- Bastille – 2019